# Коулрейн (Північна Кароліна)
Коулрейн (англ. Colerain) — місто (англ. town) в США, в окрузі Берті штату Північна Кароліна. Населення — 217 осіб (2020).

## Географія
Коулрейн розташований за координатами 36°12′6″ пн. ш. 76°45′59″ зх. д. / 36.20167° пн. ш. 76.76639° зх. д. (36.201573, -76.766400).  За даними Бюро перепису населення США в 2010 році місто мало площу 0,68 км², уся площа — суходіл.

## Демографія
Згідно з переписом 2010 року, у місті мешкали 204 особи в 89 домогосподарствах у складі 58 родин. Густота населення становила 300 осіб/км².  Було 120 помешкань (176/км²).
Расовий склад населення:
| - 90,2 % — білих - 6,4 % — чорних або афроамериканців - 2,9 % — осіб інших рас |

До двох чи більше рас належало 0,5 %. Частка іспаномовних становила 4,9 % від усіх жителів.
За віковим діапазоном населення розподілялося таким чином: 19,6 % — особи молодші 18 років, 55,9 % — особи у віці 18—64 років, 24,5 % — особи у віці 65 років та старші. Медіана віку мешканця становила 49,0 року. На 100 осіб жіночої статі у місті припадало 98,1 чоловіків;  на 100 жінок у віці від 18 років та старших — 86,4 чоловіків також старших 18 років.
Середній дохід на одне домашнє господарство  становив 49 877 доларів США (медіана — 37 083), а середній дохід на одну сім'ю — 66 716 доларів (медіана — 60 938). За межею бідності перебувало 16,2 % осіб, у тому числі 32,3 % дітей у віці до 18 років та 7,5 % осіб у віці 65 років та старших.
Цивільне працевлаштоване населення становило 70 осіб. Основні галузі зайнятості: освіта, охорона здоров'я та соціальна допомога — 27,1 %, фінанси, страхування та нерухомість — 18,6 %, роздрібна торгівля — 15,7 %.